# De Leeuw van Vlaanderenstraat

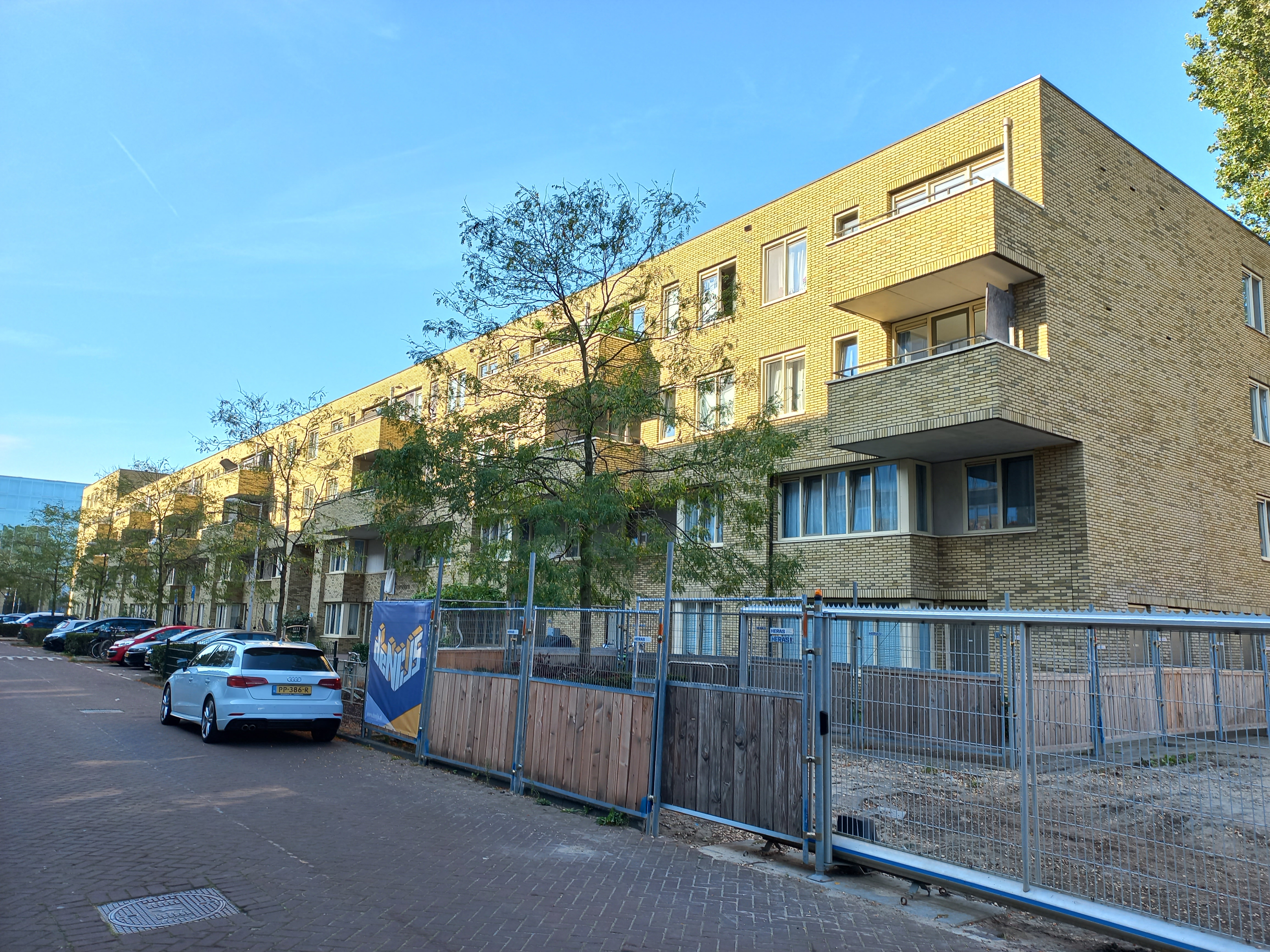
Nieuwbouw van Quist Wintermans (september 2023)

De Leeuw van Vlaanderenstraat is een straat in Amsterdam Nieuw-West. 

## Ligging en geschiedenis
De straat werd in 1939 vernoemd naar De leeuw van Vlaanderen, de historische roman van Hendrik Conscience. Invulling werd opgehouden door de Tweede Wereldoorlog; de straat moest daarom in 1948 geherdefinieerd worden. Ook toen duurde het even voordat deze straat tussen de Erasmusgracht en de Opstandingskerk volgebouwd kon worden. Dat gebeurde uiteindelijk in de jaren vijftig. De beide kanten van de straat werden opgevuld met portiekwoningen. Nadat die woningen en kerk opgeleverd waren begon de eerste grote wijziging in de buurt. Amsterdam Nieuw-West werd ontsloten door de aanleg van de Rijksweg 10 met een relatief grote kruising met het Bos en Lommerplein dan wel Bos en Lommerweg. Het betekende niet zoveel voor de plattegrond, als in de jaren dertig getekend door Cornelis van Eesteren in zijn Algemeen Uitbreidingsplan.
Een tweede vernieuwing vond plaats in het begin van de 21e eeuw wanneer ook het kruispunt Rijksweg en Bos en Lommerplein wordt aangepast.

## Gebouwen

### Oneven zijde
De oneven zijde werd volgebouwd in strokenbouw met portiekwoningen ontworpen door Cornelis Keesman. In vier lagen werden woningen en bergingen gebouwd. Deze woningen ondervonden weinig invloed van die eerste vernieuwingsslag, maar wel van de tweede. Dit betrof niet alleen de aanpak van de directe omgeving, maar ook van woningen daar verder vanaf. Twee naast elkaar liggen stroken (De Leeuw van Vlaanderenstraat en Jacob van Arteveldstraat) werden gesloopt en in 2015/2016 onder beheer van Stadgenoot onder architectuur van Frank Wintermans en Joost Brands van Quist Wintermans Architekten. Daarbij kwamen de oude stroken eigenlijk terug, maar dan in een nieuw jasje. Een groot verschil werd daarbij veroorzaakt door de kleur baksteen, van "saai" roodbruin naar een variatie met antraciet en gele baksteen. Waar voorheen de balkons ruimte van de woningen afsnoepten, kwamen ze in de nieuwbouw als uitkragende uitbreidingen aan de gevels terug.

## Even zijde
De even zijde werd pas in 1958 gebouwd met portiekwoningen naar ontwerp van J.P. Kloos (Jan Piet Kloos). Deze flat kwam bij de eerste aanpassing direct tegen de snelweg aan te liggen. De eerste jaren ging het met het verkeer nog wel, maar in de loop der tijd moesten steeds meer maatregelen getroffen worden om het geluid (geluidsschermen) en de verbrandingsgassen buiten de woningen te houden. Er werd regelmatig gerenoveerd om de situatie houdbaar te houden. Rond 2017 begon een grote vernieuwingsslag. Hoewel geen gemeentelijk of rijksmonument wilde men het complex van Kloos behouden. Men zag in het gebouw hoe wrang dan ook juist een geluidsscherm voor de achterliggende buurt, tegelijkertijd deed de mening opgang dat het wooncomplex een beeldbepalend gebouw is langs de ringweg. Voorts werd het gezien als voorbeeld van de stedelijke bouw rond die weg. Om het gebouw te kunnen blijven gebruiken kwam er tussen flat en vangrails een extra beschermende gevel; de loze ruimte die daardoor ontstond, werd klaargemaakt om te dienen als galerij bij de flats. Om de brandveiligheid te waarborgen werd in die galerij tunnelventilatie toegepast. De fundering en het betonskelet waren dermate stevig dat het mogelijk was op de bestaande bouw twee extra verdiepingen toe te voegen (optoppen). Het ontwerp van deze nieuwe constructie kwam van Heren 5 architecten. 72 woningen werden er 114.  Er werd zoveel aangepast dat Kloos zijn eigen flat niet meer herkend zou hebben.